# Saint-Romain-la-Motte
Saint-Romain-la-Motte é uma comuna francesa na região administrativa de Auvérnia-Ródano-Alpes, no departamento de Loire. Estende-se por uma área de 27,56 km². Em 2010 a comuna tinha 1 488 habitantes (densidade: 54 hab./km²).